# لهجات عربية أناضولية
اللهجات العربية الأناضولية هي مجموعة لهجات عربية ينطق بها في جنوب شرق تركيا في محافظات سعرد وماردين وبدليس وبطمان وديار بكر، وهي لغة أقلية في تركيا. تنحدر اللهجات الأناضولية من اللهجات العراقية الشمالية (لهجات قِلْتُ)، مثل اللهجة الموصلية، إلا أنها تأثرت بشكل كبير باللغة التركية واللغة الكردية، ويتسم أغلب الناطقين باللهجات بالثنائية اللغوية أو الثلاثية اللغوية، فتنتشر بينهم اللغة الكردية (لغة الأغلبية في جنوب شرق تركيا) والتركية. تدنى عدد الناطقين بها بشكل كبير في القرن الماضي، بسبب الاضطهاد الذي تعرض له خاصة الناطقون المسيحيون واليهود، والهجرات هرباً من ذلك، وضغط لغات الأغلبية.

## التوزع الجغرافي
توجد ثلاث مناطق من اللهجات العربية في تركيا:
1. اللهجات الأناضولية في جنوب شرق تركيا.
2. اللهجات الشامية في محافظة أورفة.
3. اللهجات الشامية حول الساحل الشرقي للبحر الأبيض المتوسط من أنطاكية إلى مرسين.

ويطلق اسم اللهجات الأناضولية على المجموعة الأولى فقط.
تقسم مجموعة اللهجات الأناضولية إلى أربع أفرع:
1. لهجات ماردين
2. لهجات سعرد
3. لهجات ديار بكر
4. لهجات كوزلوك وساسون وموش

## الفونولوجيا
تشترك اللهجات الأناضولية أغلب أصواتها مع اللهجات العراقية الشمالية مثل الموصلية، فنرى أن أغلبها احتفظت بالقاف عدا لهجات سعرد حيث تقلب همزة في بعض الكلمات، مثل «قال»←«آل». تطورت الصوامت بين الأسنانية (الثاء والذال والظاء) بعدة طرق بين اللهجات الأناضولية، فاحتفظت لهجات ماردين بها، وتحولت إلى صوامت أسنانية (التاء والدال والضاد) في لهجات ديار بكر، وإلى صوامت لثوية احتكاكية (السين والزاي والزاي المفخمة) في ساسون، وصوامت أسنانية شفوية احتكاكية (الفاء وڤ وڤ مفخمة) في سعرد. اختفت الهاء في بداية العديد من الكلمات في عدة لهجات، مثل لهجة مدينة سعرد ومدينة ديار بكر.
ونرى عدة أمثلة على هذه الاختلافات هنا:
| الفصحى | ماردين | ساسون | سعرد | ديار بكر |
| ------ | ------ | ----- | ---- | -------- |
| ثلاثة  | ثاثة   | سراسة | فافة | تلاتة    |
| ضرب    | ظرب    | زٚرب   | ڤٚرب  | ضرب      |
| أخذ    | أخذ    | أغز   | أخڤ  | أخد      |
| هٰذا    | هٰذا    | ألا   | آڤا  | آدا      |

وأيضاً دخلت اللهجات عدة صوامت جديدة من اللغات التركية والكردية والآرامية، وهي پ وڤ وچ (تش) وگ، ونراها في بعض الكلمات:
- پردة (ستارة)، من التركية «perde».
- چاخ (لحظة)، من الكردية «چاخ».
- مزگون (منجل)، من الآرامية «مگزونا».

تتسم اللهجات الأناضولية بتحويل الباء إلى پ في نهاية الكلمة، مثل «عنپ» و«غريپ».

## الصرف

### الضمائر
تخلو اللهجات الأناضولية من ضمائر المثنى وضمائر الجمع المؤنث، وذلك كأغلب اللهجات العربية الحديثة، وقد طرأت عدة تغيرات صوتية للضمائر في اللهجات، كما نرى هنا:
| الفصحى | هو  | هي | هم       | هن | أنت | أنتِ  | أنتم | أنتن | أنا | نَحْنُ |
| ------ | --- | -- | -------- | -- | --- | ---- | ---- | ---- | --- | --- |
| ساسون  | إيُو | إيَ | إيَن، أنّن |    | انتْ | انتي | أنتو |      | إنا | نانَ |
| كوزلوك | هِيُو | هيَ | هيَن      |    | انتْ | انتي | أنتو |      | نا  | نحنَ |
| ماردين | هوَ  | هيَ | هنّ       |    | انتَ | انتي | أنتن |      | أنا | نحنَ |

### العماد
العماد في اللغة العربية الفصحى وأغلب اللهجات هو ضمائر الغائب، فيقال مثلاً «الفائز هو محمد»، وهو اختياري في أغلب المواضع. تتميز اللهجات الأناضولية باختلافات كبيرة في العماد، أهمها تأخير الضمير بعد الخبر في بعض اللهجات، فمثلاً:
|        | مفرد مذكر غائب | مفرد مونث غائب | جمع غائب     | مفرد مذكر مخاطب | مفرد مؤنث مخاطب | جمع مخاطب      | مفرد متكلم    | جمع متكلم    |
| ------ | -------------- | -------------- | ------------ | --------------- | --------------- | -------------- | ------------- | ------------ |
| ساسون  | إيُو كبير- يه   | إيَ كبيرة- يه   | إيَن كبير- نن | انتْ كبير كنت    | انتي كبيرة كنتي | أنتو كبير كنتۈ | إنا كبير كنتو | نانَ كبير كنا |
| ماردين | هوَ كبير وه     | هيَ كبيرة يه    | هنّ كبار انّ   | انت كبير انتْ    | انتي كبيرة انتي | انتن كبار انتن | أنا كبير أنا  | نحنَ كبار نحنَ |

يلاحظ أيضاً من الجدول أعلاه أن استخدام صيغة الجمع ليس واجباً في الخبر الجمع في بعض اللهجات الأناضولية، ففي لهجة ساسون يقال «أنتو كبير كنتۈ» أو «أنتو كبار كنتۈ»، وكلاهما صحيح في اللهجة.

## النحو
من الظواهر الطارئة في اللهجات الأناضولية استخدام كلمة «سوا» (فعل) بطريقة مماثلة لكلمة «etmek» في التركية، فتشكل الأفعال بإضافة «سوا» إلى الأسماء، مثل قول «سوا تلفون» (اتصل)، أو «سوا إشارة» (أشار)، أو «سوا محافظة» (حافظ).
طرأت تغيرات نحوية كبيرة في لهجات ساسون خاصة، حيث تأثرت بنحو اللغة التركية والكردية.

### التعريف
تُعرّف الأسماء في اللغة العربية بأل التعريف وهي بدونها نكرة، وهذه قاعدة ثابتة في جميع اللهجات العربية عدا لهجات ساسون، حيث يضاف حرف التنكير «-ما» للأسماء وهي بدونها معرفة، وهذا مطابق لقواعد اللغة التركية والكردية. فيقال مثلاً «بغلة» للمعرفة و«بغلة ما» للنكرة.